# احمدلو
احمدلوها یا قاجار احمدلو، طایفه ایست از ایل قاجار که در زمان شاه عباس دوم صفوی در مرو زندگی می‌کردند.
نادرشاه پس از به اطاعت در آوردن سران طوایف مرو، بعضی از طوایف آنجا را از قبیل عرب، قاجار، تاتار، به ابیورد و کلات انتقال داد، از بزرگان این طایفه، توغان احمدلو قاجار است که یکی از سرکردگان سپاه نادر بود.